# Министерство образования Израиля
Министе́рство образова́ния Изра́иля (ивр. משרד החינוך‎, «Мисрад ха-Хинух») — правительственное учреждение государства Израиль, ответственное за систему образования в Израиле.
В определенные периоды своего существования министерство называлось «Министерство образования, культуры и спорта» и отвечало, кроме образования, также за культурную и спортивную деятельность в Израиле.

## Области ответственности
- Ответственность за систему образования в Израиле, в том числе детские сады, школы, учреждения высшего образования и неформального образования.[2]

### В период с1949 годапо1999 годи с2002 годапо2006 год
- Ответственность за культурную деятельность в Израиле, среди прочего отвечало за кино, театр, музыку и искусство.
- Ответственность за области спорта и занятости. Эти области включали в себя поддержку спортсменов, участвующих в организации международных спортивных мероприятий, таких как Олимпийские игры.

## История

### Создание министерства (1949—1960)
Министерство образования было создано в 1949 году. До этого вопросами образования в основном занимался «Департамент по вопросам образования» Всемирной сионистской организации. Первым министром образования был назначен Залман Шазар (в дальнейшем третий президент государства Израиль).
При создании государственного министерства образования пришлось столкнуться с финансовыми трудностями, а также с нехваткой учителей всех дисциплин. Решением этих проблем стал принятый Кнессетом закон об образовании в государстве Израиль и закон об обязательном образовании.
Министры образования в этот период:
- Залман Шазар, с 1949 по 1950
- Давид Ремез, с 1950 по 1951
- Профессор Бен-Цион Динур, с 1951 по 1955
- Залман Аран, с 1955 по 1960

### С 1960 по 1977 год
Образование начало меняться в шестидесятые годы в результате требований идейно-воспитательной работы и научного образования. Из-за поглощения страной иммигрантов, прибывших в Израиль, министерство образования начало расширять программы обучения, пытаясь создать общеобразовательные школы для всех слоев населения, включая новоприбывших граждан. Были разработаны такие программы для высших учебных заведений, чтобы студенты получали науку и технологию на высоком уровне и, в меньшей степени, идеологию в той или иной форме. В рамках этой деятельности были расширены возрастные рамки обязательного среднего образования (в возрасте 14-16), была разработана законченная программа высшего образования, созданы программы для студентов из бедных семей.
Министры образования в этот период:
- Абба Эвен, с 1960 по 1963
- Залман Аран, с 1963 по 1969
- Игаль Алон, с 1969 по 1974
- Аарон Ядлин, с 1974 по 1977

## Должность «Главный учёный Министерства образования»
Должность «Главный учёный Министерства образования» была создана правительством Израиля 3 августа 1969 года
Главный учёный утверждает исследования в области образовательной политики, определяет критерии распределения ресурсов для научных исследований, установление приоритетов научных исследований в различных областях образования и создания соответствующих механизмов и процедур для эффективного распространения результатов научных исследований.
Сочетает знания и уверенную политику в области науки, помогает политикам в принятии решений на основе научных знаний. Выявляет направления, которые должны помочь для обработки научных знаний и выработки политических планов.
На должность Главного учёного, как правило, назначаются известные учёные в области образования. Например, главным учёным Министерства образования были профессор Перла Нешер из Хайфского Университета образования, профессор Йосеф Баши, профессор Давид Нево и профессор Сидни Стросс из Тель-Авивского университета.